# Blodgruppsdieten
Blodgruppsdieten är en kontroversiell diet som utarbetats av den amerikanske naturopaten (ej att förväxla med läkarutbildning) Peter D'Adamo. Idéerna publicerades av D'Adamo själv i boken Eat Right 4 Your Type (1996), i svensk översättning Ät rätt för din blodgrupp (2002). Grundtanken i dieten är att människan bör anpassa sin kost och sitt levnadsmönster efter sin blodgrupp enligt AB0-systemet. Dieten, som enligt författaren bland annat kan kurera både cancer och Aids, har utsatts för massiv kritik av många läkare och dietister som avfärdar dieten som rent kvacksalveri och pseudovetenskap.

## Idé bakom dieten
D'Adamo hävdar att lektiner (en grupp proteiner som kan interagera med kolhydrater) som intas via födan kan binda till AB0-systemets blodgruppsantigener i blodet och orsaka problem hos människor. Utifrån detta anser D'Adamo att mänskligheten kan delas in i 4 grupper som i sin tur bör följa kostråden för sin blodgrupp.
- Blodgrupp 0, som D'Adamo kallar jägaren, anses vara den äldsta blodgruppen. Personer med denna blodgrupp förväntas vara muskulösa och ges rådet att äta en köttrik diet.
- Blodgrupp A, jordbrukaren, som D'Adamo anser vara en blodgrupp som uppstått då människan blev bofast och startade jordbrukssamhällen. Dessa människor ges bland annat rådet att avstå från kött, och äta mycket grönsaker.
- Blodgrupp B, nomaden, anses ha ganska flexibelt matsmältningssystem.
- Blodgrupp AB, gåtan, anses vara den senaste blodgruppen. Skall enligt D'Adamo vara ett mellanting mellan jordbrukaren och nomaden.

## Kritik mot dieten
Blodgruppsdieten har utsatts för hård kritik av medicinsk expertis som bland annat pekar på att det inte finns något stöd för att lektiner som intas via födan kan binda till blodgruppsantigener i människokroppen. Dessutom baseras D'Adamos syn på blodgruppernas uppkomst på rena skrönor; i själva verket är den kronologiska ordningen nästan rakt motsatt den som D'Adamo ger. Blodgruppsdieten kan även vara direkt livsfarlig för jordnötsallergiker med blodgrupp A då D'Adamo hävdar att dessa egentligen inte är allergiska mot jordnötter eftersom jordnötter har "vänliga, A-liknande egenskaper".[källa behövs]
D'Adamo menar att du "kan ha ätit jordnötter tillsammans med någon annan 'problematisk föda'" och därav förknippar den allergiska reaktionen med jordnötter och "skyller den anafylaktisk chocken på jordnötter".